# Chilón (Chiapas)
Chilón es una localidad ubicada en el estado de Chiapas, forma parte de  la región Tulijá-Tseltal-Chol. 

## Toponimia
Su nombre original es "Chilum", que significa "Tierra de Pitas" en tseltal o "tierra dulce" en español. 

## Historia

### Fundación
El pueblo de Chilón fue producto de la política de reducción que estableció la Corona Española, durante la primera mitad del siglo XVI. 
Fue el resultado de la unión de dos pueblos, Chilón y Ostuta, ya que se le conocía como Chilostuta en documentos de los siglos XVI y XVII.

### Principales hechos
- En 1712, las comunidades Tseltales del municipio de Chilón participaron en la rebelión indígena conocida como la Guerra de Castas.
- En 1858 se crea el Departamento de Chilón, con los partidos de Chilón y Simojovel.
- En 1915 desaparecen las jefaturas políticas y posteriormente se crean 59 municipios libres, estando éste dentro de esta primera remunicipalización.
- En 1922 es elevado a municipio de segunda categoría.
- En 1944 se segregan de este las agencias municipales de Guaquitepec, Sivacá y Cancuc.
- En 1983, para efectos del Sistema de Planificación, se ubica en la región VI Selva.
- De acuerdo con el Diario Oficial del Estado de Chiapas, número 299 del 11 de mayo de 2011, la regionalización de la entidad quedó conformada por 15 regiones socioeconómicas, dentro de las cuales el municipio de Chilón está contenido en la Región XIV Tulijá Tseltal Chol.